# Chicago Film Critics Association Award/Bester Film
Preis der Chicago Film Critics Association: Bester Film
Gewinner des Chicago Film Critics Association Awards in der Kategorie Bester Film (Best Picture). Die US-amerikanische Filmkritikervereinigung gibt alljährlich Mitte Dezember ihre Auszeichnungen für die besten Filmproduktionen und Filmschaffenden des laufenden Kalenderjahres bekannt. Diese werden wie bei der Oscar- oder Golden-Globe-Verleihung aus fünf Nominierten ausgewählt.
Am erfolgreichsten in dieser Kategorie war der US-amerikanische Filmregisseur Martin Scorsese, dessen Filme dreimal ausgezeichnet wurde. Auf Scorsese folgen die US-amerikanische Filmregisseur Joel Coen, Spike Lee und Steven Spielberg, deren Filme je zweimal ausgezeichnet wurden. Neunmal gelang es der Filmkritikervereinigung vorab den Oscar-Gewinner zu präsentieren, zuletzt 2020 geschehen, mit der Preisvergabe an Nomadland von Chloé Zhao.  Mit Kathryn Bigelows Tödliches Kommando – The Hurt Locker (2009) wurde erstmals die Regiearbeiten einer Filmemacherin ausgezeichnet. 1994 setzte sich mit Hoop Dreams bisher einmalig ein Dokumentarfilm, 2008 mit WALL·E – Der Letzte räumt die Erde auf ein Animationsfilm durch.
| Jahr | Preisträger                                     | Deutscher Titel                              | Regie               |
| ---- | ----------------------------------------------- | -------------------------------------------- | ------------------- |
| 1988 | Mississippi Burning                             | Mississippi Burning – Die Wurzel des Hasses  | Alan Parker         |
| 1989 | Do the Right Thing                              | Do the Right Thing                           | Spike Lee           |
| 1990 | Goodfellas                                      | GoodFellas – Drei Jahrzehnte in der Mafia    | Martin Scorsese     |
| 1991 | The Silence of the Lambs ¹                      | Das Schweigen der Lämmer                     | Jonathan Demme      |
| 1992 | Malcolm X                                       | Malcolm X                                    | Spike Lee           |
| 1993 | Schindler’s List ¹                              | Schindlers Liste                             | Steven Spielberg    |
| 1994 | Hoop Dreams                                     | Hoop Dreams                                  | Steve James         |
| 1995 | Apollo 13                                       | Apollo 13                                    | Ron Howard          |
| 1996 | Fargo                                           | Fargo                                        | Joel Coen           |
| 1997 | L.A. Confidential                               | L.A. Confidential                            | Curtis Hanson       |
| 1998 | Saving Private Ryan                             | Der Soldat James Ryan                        | Steven Spielberg    |
| 1999 | American Beauty ¹                               | American Beauty                              | Sam Mendes          |
| 2000 | Almost Famous                                   | Almost Famous – Fast berühmt                 | Cameron Crowe       |
| 2001 | Mulholland Drive                                | Mulholland Drive – Straße der Finsternis     | David Lynch         |
| 2002 | Far from Heaven                                 | Dem Himmel so fern                           | Todd Haynes         |
| 2003 | The Lord of the Rings: The Return of the King ¹ | Der Herr der Ringe – Die Rückkehr des Königs | Peter Jackson       |
| 2004 | Sideways                                        | Sideways                                     | Alexander Payne     |
| 2005 | Crash ¹                                         | L.A. Crash                                   | Paul Haggis         |
| 2006 | The Departed ¹                                  | Departed – Unter Feinden                     | Martin Scorsese     |
| 2007 | No Country for Old Men ¹                        | No Country for Old Men                       | Ethan und Joel Coen |
| 2008 | WALL·E ²                                        | WALL·E – Der Letzte räumt die Erde auf       | Andrew Stanton      |
| 2009 | The Hurt Locker ¹                               | Tödliches Kommando – The Hurt Locker         | Kathryn Bigelow     |
| 2010 | The Social Network                              | The Social Network                           | David Fincher       |
| 2011 | The Tree of Life                                | The Tree of Life                             | Terrence Malick     |
| 2012 | Zero Dark Thirty                                | Zero Dark Thirty                             | Kathryn Bigelow     |
| 2013 | 12 Years a Slave                                | 12 Years a Slave                             | Steve McQueen       |
| 2014 | Boyhood                                         | Boyhood                                      | Richard Linklater   |
| 2015 | Mad Max: Fury Road                              | Mad Max: Fury Road                           | George Miller       |
| 2016 | Moonlight ¹                                     | Moonlight                                    | Barry Jenkins       |
| 2017 | Lady Bird                                       | Lady Bird                                    | Greta Gerwig        |
| 2018 | Roma                                            | Roma                                         | Alfonso Cuarón      |
| 2019 | 기생충 (Gisaengchung) ¹                         | Parasite                                     | Bong Joon-ho        |
| 2020 | Nomadland ¹                                     | Nomadland                                    | Chloé Zhao          |
| 2021 | The Power of the Dog                            | The Power of the Dog                         | Jane Campion        |
| 2022 | The Banshees of Inisherin                       | The Banshees of Inisherin                    | Martin McDonagh     |
| 2023 | Killers of the Flower Moon                      | Killers of the Flower Moon                   | Martin Scorsese     |
| 2024 | The Brutalist                                   | Der Brutalist                                | Brady Corbet        |

¹ = Filmproduktionen, die später den Oscar als Bester Film des Jahres gewannen.

² = 2009 wurde der Gewinnerfilm WALL·E mit dem Oscar in der Kategorie Bester animierter Spielfilm ausgezeichnet.